# Misión imposible (serie de televisión de 1988)
Misión imposible (título original en inglés, Mission: Impossible) es una serie de televisión estadounidense, emitida por la cadena ABC entre los años 1988 y 1990.

## Protagonistas y actores invitados

### Protagonistas
- Peter Graves como Jim Phelps.
- Thaad Penghlis como Nicholas Black.
- Antony Hamilton como Max Harte (acreditado como Tony Hamilton).
- Phil Morris como Grant Collier.
- Terry Markwell como Casey Randall (aparece en los primeros episodios de la primera temporada).
- Jane Badler como Shannon Reed (reemplazando a Casey Randall).
- Bob Johnson como la voz en el disco.

### Actores invitados
- Greg Morris como Barney Collier (padre de Grant Collier en la serie y de Phill Morris en la vida real).